# Antonius Abtkerk (Chaam)
De Antonius Abtkerk, ook wel aangeduid als de H. Antonius Abt, is een katholieke kerk aan de Dorpstraat in Chaam in de Nederlandse provincie Noord-Brabant.
De kerk is gewijd aan de Heilige Antonius. Het is een neogotische kerk uit 1926, ontworpen door N.J.H. van Groenendael. De oorspronkelijke toren is in 1944 verwoest. De huidige toren is uit 1948 en werd ontworpen door architect W.J. Bunnik. Deze heeft als torenspits een ui. De toren is 46 meter hoog.
In het interieur bevinden zich onder andere:
- gebrandschilderde ramen van Charles Eijck
- preekstoel van Belgische beeldhouwer H. Peters Ditvoort
- geschilderde kruisweg, afkomstig uit het begijnhof van Turnhout
- houten beelden van de H. Antonius

De kerk heeft een aparte Mariakapel die geopend is voor gebed en het branden van een kaarsje.

## Galerij

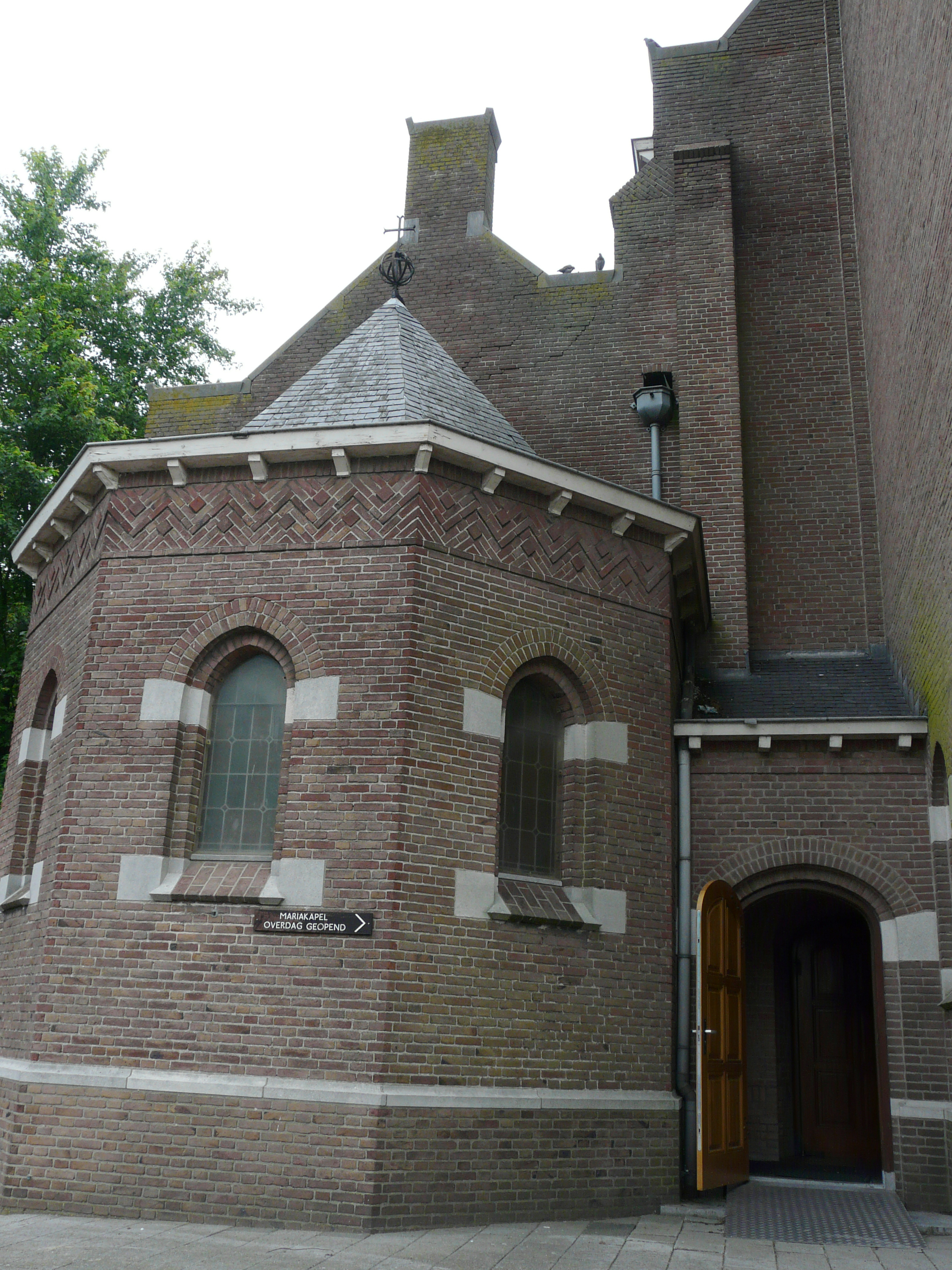
Mariakapel
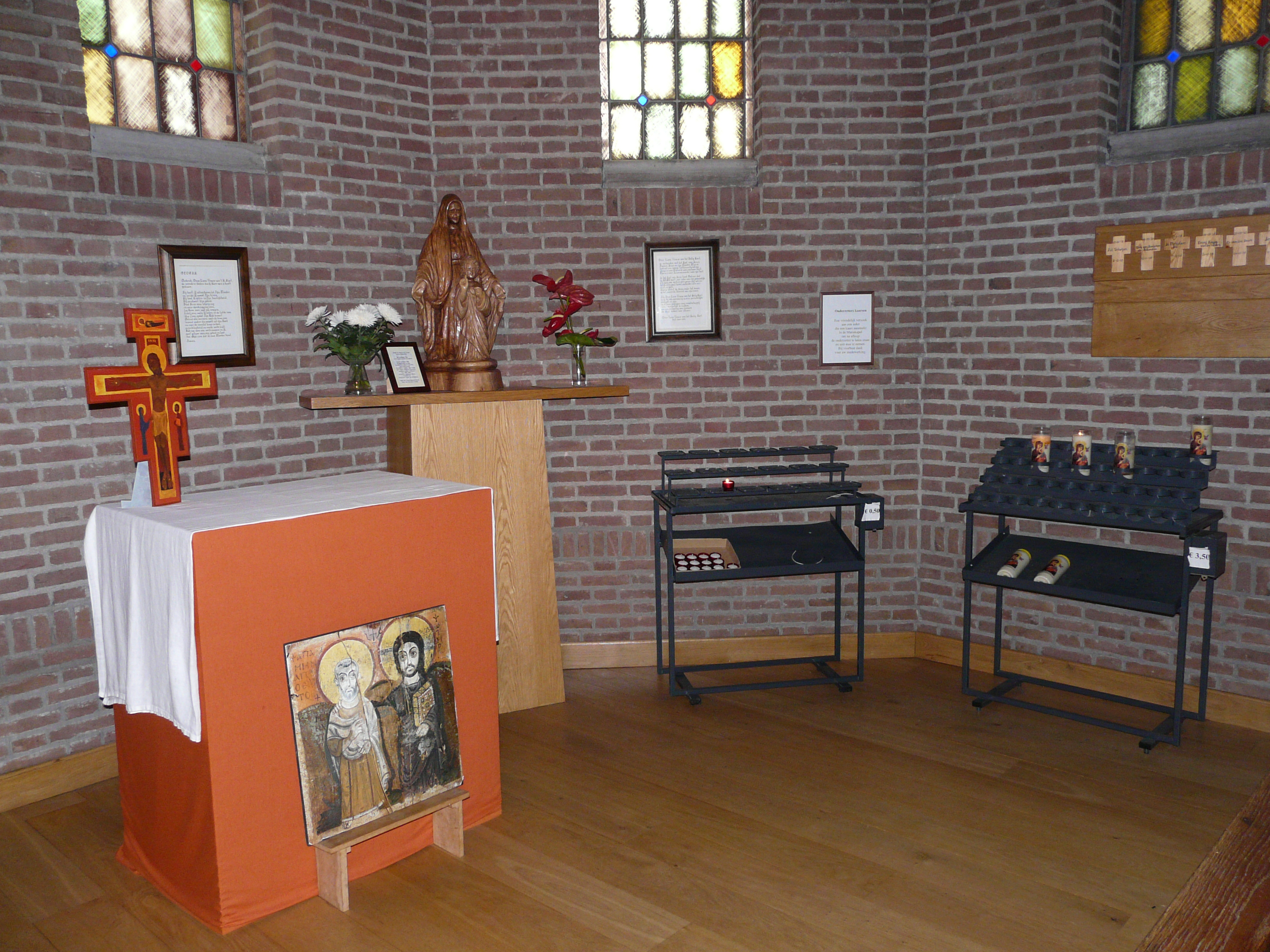
Interieur Mariakapel
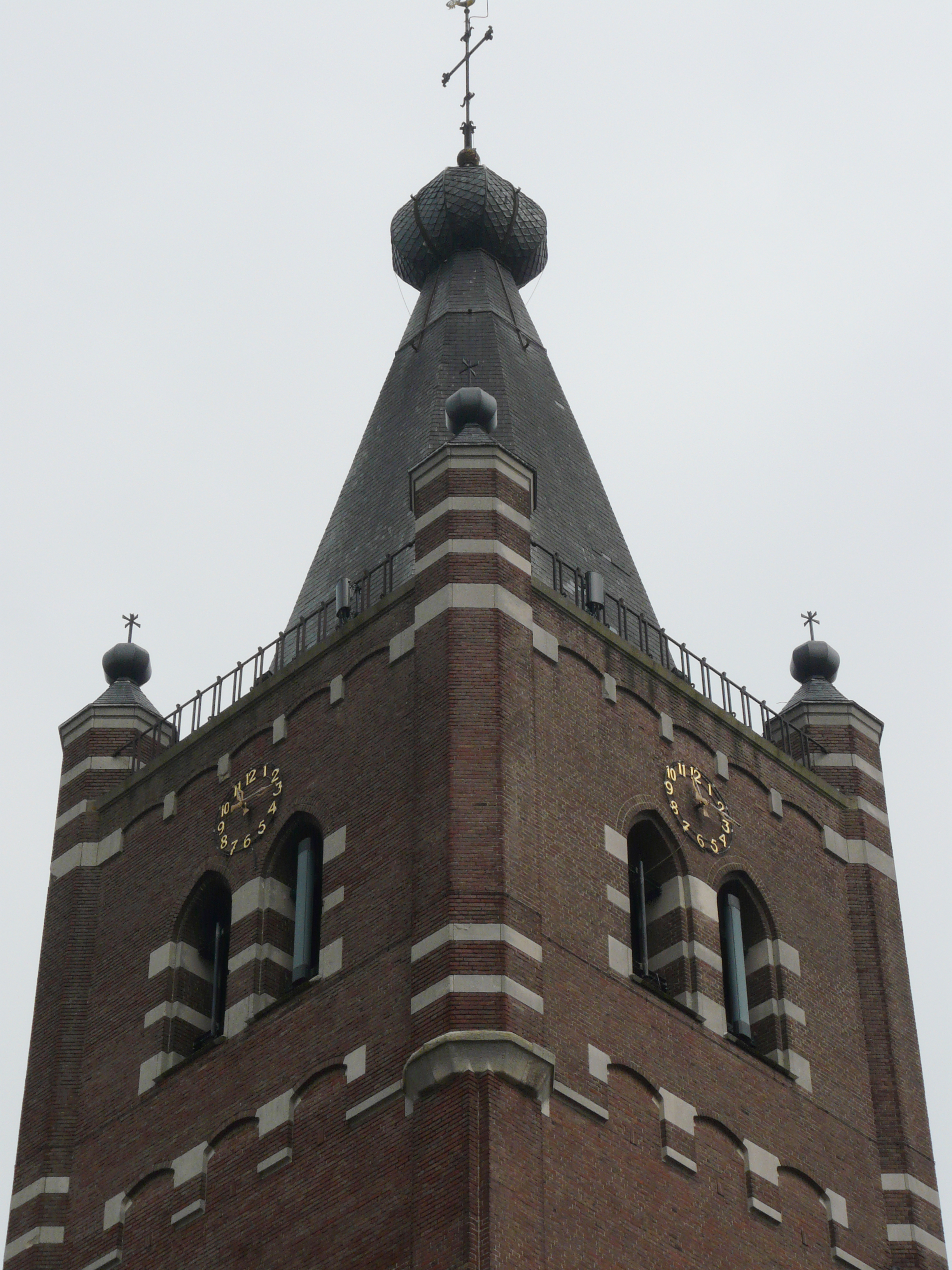
Detail toren
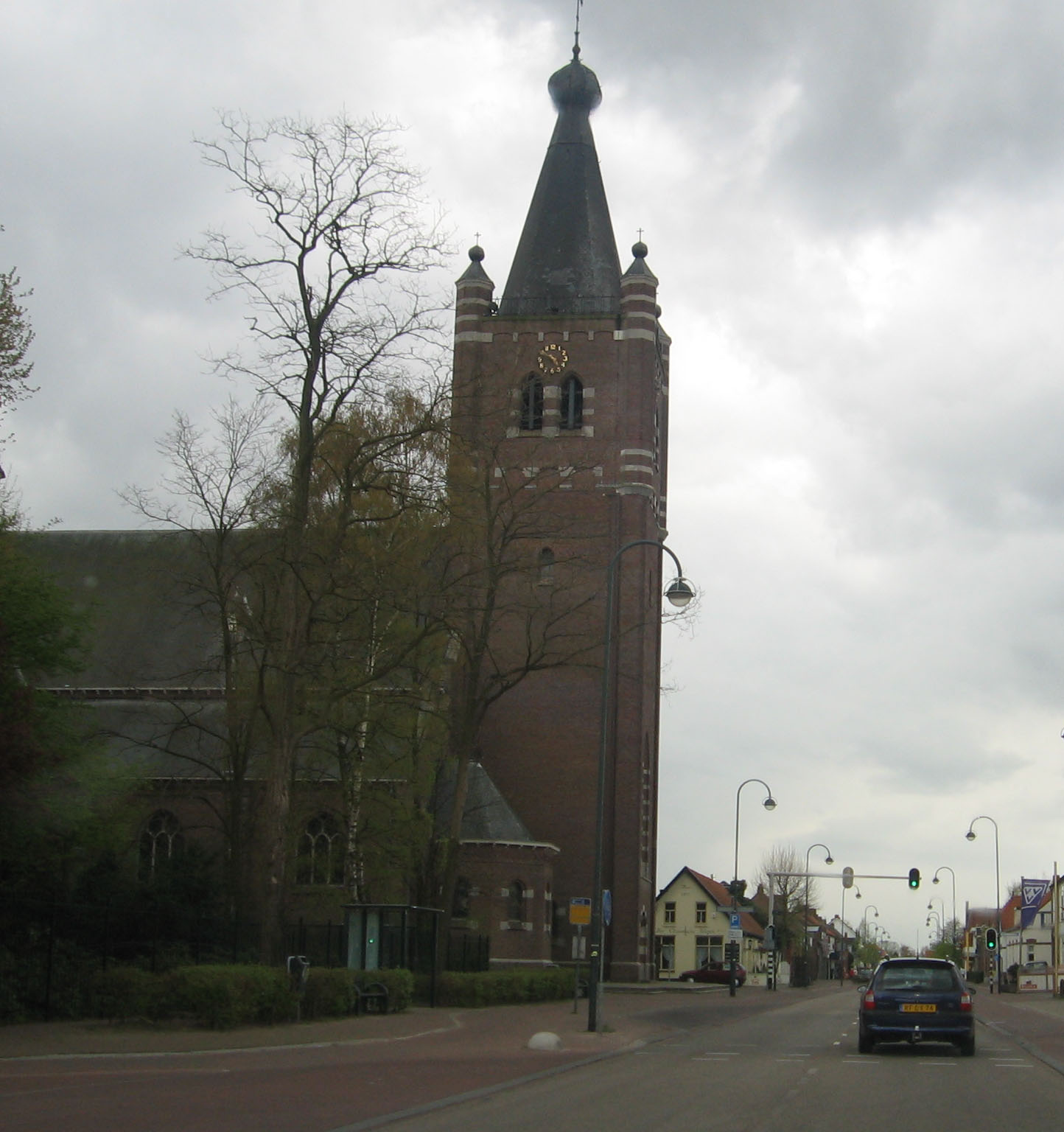